# Hunton (Hampshire)
Hunton – wieś w Anglii, w hrabstwie Hampshire, w dystrykcie Winchester, w civil parish Wonston. Leży 10 km od miasta Winchester. W 1931 roku civil parish liczyła 94 mieszkańców.